# Sybille Schlumbom
Sybille Schlumbom (Künstlername ‘Billadonna’) (* 1964 in Oldenburg (Oldbg)) ist eine deutsch-neuseeländische Künstlerin. Ihre Werke im Bereich der Malerei, der Zeichnung sowie ihre Installationen und ihre Arbeiten in der Tradition japanischer Holzschnitt-Kunst (Mokuhanga) wurden u. a. in Neuseeland, Japan und im deutschsprachigen Raum ausgestellt.

## Werdegang, künstlerische Ausbildung
Sybille Schlumbom arbeitete in Europa und Kenia im Ausstattungsbereich für diverse Fernsehproduktionen, bevor sie 2003 nach Neuseeland zog.
1992 studierte sie Grafikdesign in Esslingen und erwarb ihren Bachelor of Arts an der BildKunstAkademie in Hamburg. 2014 besuchte sie Meisterkurse in Lithographie bei dem australischen Kunstdrucker Martin King, 2017 solche in japanischer Holzschnitttechnik unter Roslyn Kean. 2018 verbrachte sie ein Residenz-Programm zum japanischen Holzschnitt (Mokuhanga) am Mokuhanga Innovation Laboratory in Japan.

## Werk und Ausstellungen
Zwischen 2013 und 2014 kreierte sie unter dem Künstlernamen ‘Billadonna’ eine Serie von Arbeiten unter dem Oberbegriff Billadonna's Wunderkammer, unter anderem für Amnesty International. Zwei Jahre darauf war sie als Kuratorin und Projekt Managerin an der Universität von Waikato für das Projekt Birdbrain – Dislocation is a Place verantwortlich, das sich der künstlerischen Auseinandersetzung mit Identitätsverlusten und multipler kultureller Identität widmete.
Zur Begleitung einer Gastausstellung der Londoner Tate Gallery an der Auckland Art Gallery The body laid bare, organisierte Schlumbom 2017 einen Workshop zum Aktzeichnen.
Seit 2015 beschäftigt sich Schlumbom verstärkt mit Drucktechnik, insbesondere mit dem traditionellen japanischen Holzschnitt Mokuhanga, der sich u. a. dadurch auszeichnet, dass die künstlerische Arbeit nicht nur von einem vorgegebenen Motiv oder einer zu realisierenden Ausgangsidee geleitet wird, sondern unmittelbar durch die Materialität des Druckstocks, z. B. der Maserung des Holzes, und den teilweise meditationsartigen Prozessen der Materialbearbeitung inspiriert wird. 2018 vertiefte Schlumbom ihre Kenntnisse des japanischen Holzschnitts bei einem Artist in Residence Programm in Japan und nahm im gleichen Jahr an einer Gruppenausstellung an der CfSHE Gallery in Tokio teil.
2019 gewann sie den Small Works Art Preis der australischen Brunswick Street Gallery in Melbourne und beteiligte sich an der Awagamie International Miniature Print Exhibition in Tokushima, Japan. 2020 folgte eine Soloausstellung an der Wallace Art Gallery in Morrinsville, Neuseeland unter dem Titel Mokuhanga manifestations. Im selben Jahr wurde sie eingeladen, sich an der Ausstellung Kotahitanga - united through creativity (Kotahitanga ist eine māorische Bezeichnung für Einheit, Solidarität, Zusammenarbeit) zu beteiligen und schuf als Auftragswerk von Creative Waikato die Druckserie Unity through Creativity. Im Zusammenhang mit dem Schaffensprozess für die Holzschnittserie und der auch von japanischen Zen Traditionen beeinflussten Mystik der kreativen ‘Negativität’ (des Gewahrwerdens von leeren und unbearbeiteten Flächen, des Wechselspiels von aktivem Gestalten und passivem Einwirkenlassen) sagt Schlumbom: „Das Holzschneiden ist ein fantastischer Spielplatz für den Geist. Es wird durch negativen Raum definiert. Das Bild wird von dem, was ab- und aufgenommen wird, und dem, was vergeht, übrig bleibt und besteht, in gleichem Maße bestimmt.“
2020 fand unter der Leitung von Schlumbom ein Workshop zum japanischen Holzschnitt an der Auckland Art Gallery statt. Im gleichen Jahr nahm sie an der Ausstellung Social Print des New Zealand Print Council in Hawera und Rotorua teil.
Durch die Covid-Pandemie bedingt nahm Schlumbom 2021 virtuell über elektronische Medien an der Edition Basel und der International Mokuhanga Conference in Nara, Japan teil.
Ihr Werk Light Shifting (Lichtwechsel, 2022) wurde von dem Print Council der Australian Print Commission (Rat der australischen Druckkommission) in Auftrag gegeben und gefördert.
In der Gemeinschaftsausstellung 'Traces' in der Blue Gallery in Hamilton zeigte sie im Februar 2024 eine Serie von Drucken, die sich der Co-Produktivität natürlicher Orte und Prozesse verdanken. So hatte Schlumbom eine Reihe von metallischen Druckstöcken im Waikato River und in der Tasmansee Verwitterungsprozessen ausgesetzt, deren Strukturen dann mit einem eigens entwickelten Druckverfahren auf japanisches Papier übertragen wurden.
Bei den 2025 neuseeländischen New Zealand Painting and Printmaking Awards (NZPPA) erhielt sie den Ruth Davey in Print Award (Merit) für die Drucke Paper Princess I+II. Die Jurorin der NZPPA, Lynn Taylor, beschrieb das Werk als „subtle, sensitive and striking– a piece that demands quiet looking“. („ebenso subtil, einfühlsam wie auffällig – ein Werk, das einen ruhigen Blick erfordert“.)

## Persönliches
Schlumbom lebt in Kirikiriroa Hamilton, Neuseeland mit ihrem Mann und ihren drei Söhnen.